# 門中
門中（もんちゅう、琉球方言:ムンチュー）は、沖縄県における、始祖を同じくする父系の血縁集団のことである。門中は、17世紀後半以降、士族の家譜編纂を機に沖縄本島中南部を中心に発達し、のちには本島北部や離島にも拡がった。その活動形態や組織結合の度合いは、地域によって大きく異なる。門中に似た血縁集団の概念は、日本の同族、中国の宗族、朝鮮半島の本貫、ベトナムのゾンボ等、東アジアの漢字文化圏にも見られる。

## 沖縄県の門中
門中は、17世紀後半、琉球王府による士族の家譜編纂の開始以降、士族階層を中心に沖縄本島中南部で発達してきた。本島南部では「ハラ」ともいう。琉球王国時代、士族は、門中ごとに共通の姓（唐名の姓）、また大和名の名乗頭（名の最初の一字）を持っていた。例えば、向象賢、羽地按司朝秀の場合、「向」は第二尚氏の按司以下の親族の姓、「朝」は名乗頭である。
門中で共同の墓（門中墓、いわゆる亀甲墓あるいは破風墓）をもち、かつては同一の墓に入った。門中の結束は固く奨学金を出し合ったり、託児所を作ったりもする。女性の側から見れば、女性が門中を継げないなど、現在の一部の視点から見れば、差別的な制度とも考えられる。現在は、門中意識は次第に薄まってきている。

### 門中の法的位置づけ
構成員を明確に特定でき、少なくとも明治時代にさかのぼれる慣行により代表・事務員の選出方法が確定しており、祖先により寄付された財産を有して収益を祭祀等の行事や相互扶助事業にあてるなどの実態を有する門中について、権利能力なき社団（人格なき社団）にあたると認定した最高裁の判決がある（最高裁判例 昭和55年02月08日）。

### 門中墓の一例
日本最大の墓といわれている、「幸地腹（こうちばら）門中の墓」（糸満市）である。当門中の一族は、平成24年現在3436人（門中名簿登録者）を擁しており、一族のほぼ全員の共同墓となっている。17世紀の半ばには、それまでの墓が狭くなっていたことから、1684年に現在地に築造された。当初は亀甲墓であったが、昭和10年に琉球石灰岩を積み上げて造った現在の破風墓となった。墓地の面積は5400平方メートルで、中央に本墓、前に四つの仮墓、東側に子供墓が配置されている。本墓内部は、右側奥部が当門中の納骨エリア(池と呼ばれている)となっており、左側が当初長女の嫁ぎ先門中(赤比儀腹門中)の池となっている。現代的にいえば[納骨堂]だが、碑名その他はない。
本墓（ト－シー）と仮墓（シルヒラシ）があるのは、死去するとまず仮墓に葬られ、3年後に洗骨をして本墓内に安置するからである。80歳以上のものや、門中に功労のあったものは、直接本墓に葬られる。現在、幸地腹門中だけで毎年30-35体程が納骨されており、これまで5000体弱が納骨されていると推算される。
門中墓の運営管理は宗家と役員が中心になって行うが、その費用は構成員家族の人数割分担金と家族単位の行事分担金によって賄われる。一家族あたりの負担金は年間5千円程度で、構成員は一門の伝統行事、正月、お盆、清明祭（シーミー）などに参加できる。構成員であれば宗教宗派にはとらわれない。
「ある古老の口癖は『お前たち、世の中に恥じるようなことをすれば、お墓に入ってからご先祖様にしかられるぞ』というが、門中の人たちの素朴な死生観を示していて興味深い。」（日経マスターズクラブ・上原盛毅通信員2005.07.14）というように、同じ墓に入る仲間意識は強固なものがある。
18世紀末から19世紀初頭に、ヨーロッパ人が初めて琉球に着いたとき、「武器のない国」「礼節を守る国」以外にもっとも彼らに深い印象を与えたのは住んでいる家よりも綺麗な「琉球の白い墓」だった。

## 奄美のヒキ
奄美群島では門中と同様の血縁組織をヒキという。

## 中国の宗族
沖縄県の門中の形態に近いものに宗族がある。また亀甲墓に近いものに福建省の「亀殻墓」がある。ただし亀殻墓に入るのはたいてい一人で、複数の人が葬られることはないし、外見上は似ているものの、内部の構造なども異なる。(亀甲墓は横穴式、亀殻墓は竪穴式)

## ベトナムのゾンボ
ベトナムにおいては、「門中」の語は使われず、同様の概念を表す語としてゾンホ（vi: dòng họ）があるが、朝鮮半島のように強固かつ大きな広がりをもってはいない。